# 2391 Tomita
2391 Tomita (1957 AA) là một tiểu hành tinh vành đai chính được phát hiện ngày 9 tháng 1 năm 1957 bởi K. Reinmuth ở Heidelberg.